# Grunberg (Automobilhersteller)
Grunberg war ein französischer Hersteller von Automobilen.

## Unternehmensgeschichte
Rodolpho Grunberg (nach anderen Quellen Rodolphe Grunberg) gründete das Unternehmen in Monbahus und begann mit der Produktion von Automobilen. Der Markenname lautete Grunberg. Im gleichen Jahr endete die Produktion. Drei Quellen geben die Bauzeit mit 1960 an, andere mit 1950 oder 1974 an. Nur wenige Fahrzeuge entstanden. Eine Quelle nennt exakt sechs Fahrzeuge.

## Fahrzeuge
Grunberg stellte nur ein Modell her. Dies war der RG 125. Dabei handelte es sich um einen offenen Kleinstwagen mit zwei Sitzen. Für den Antrieb sorgte ein Einzylinder-Zweitaktmotor mit 125 cm³ Hubraum, der im Heck montiert war. Das Fahrzeug war 200 cm lang, 110 cm breit und wog 150 kg. Die Höchstgeschwindigkeit war mit 64 bis 70 km/h angegeben.